# Lyes Benyoucef
Lyes Benyoucef (en arabe : الياس بن يوسف, en tifinagh : ⵍⵢⴻⵙ ⴱⴻⵏⵢⵓⵙⵙⴻⴼ) surnommé « Bahbouh », né le 2 mars 1996, à Tixeraïne dans la wilaya d'Alger est un footballeur algérien jouant au poste de meneur de jeu.

## Carrière

### En clubs

#### Prêt payant de 18 mois à la JS Kabylie (2017)
Formé à l'Académie JMG/Paradou AC, Lyes Benyoucef rejoint la JS Kabylie, pour 18 mois, fin décembre 2017, sous forme de prêt payant.

#### But en Coupe d'Algérie (2018)
Le 24 mars 2018, au Stade du 5-juillet-1962, à Alger, il se met en évidence, pour la première fois, avec les Canaris, en inscrivant un but, à la 71e minute de jeu, dans une victoire de 2 à 1, face à l'USM Blida, en quarts de finale de la Coupe d'Algérie 2017-2018.

#### But du maintien de la JS Kabylie en Ligue 1 (2018)
Lors de la 25e journée du championnat d'Algérie de la saison 2017-2018, le 7 avril 2018, au Stade du 1er-novembre-1954, à Tizi Ouzou, dans la course au maintien de son club, en Ligue 1, il inscrit un but d'anthologie, à la 77e minute de jeu, qui fait gagner la JS Kabylie 1-0, face à l'ES Sétif.

#### Buteur récidiviste en déplacement face à l'ES Sétif (2018)
Lors de la 8e journée du championnat d'Algérie de la saison 2018-2019, le 27 septembre 2018, au Stade du 8-mai-1945, à Sétif, face à l'ES Sétif, dans une victoire de 1-0 des Kabyles, il récidive, face à ce même club, en inscrivant le but gagnant, à la 76e minute de jeu.

#### Contrôle positif à une substance interdite et suspension de quatre ans (2019)
Au mois d'avril 2019, il est contrôlé positif à une substance interdite, lors d’un test antidopage, après le match de la 25e journée de la saison 2018-2019 (1er avril 2019), entre le DRB Tadjenanet et la JS Kabylie.
Le 9 mai 2019, il est suspendu pour quatre ans.

#### Réduction de suspension (2021)
Après avoir été suspendu pour quatre ans selon la réglementation antidopage de l'époque, début 2021, il introduit un recours, après la publication de nouvelles règles, par le code mondial antidopage. Sa suspension initiale de quatre ans est transformée en une sanction de trois mois seulement, par la commission de discipline de la LFP, car considérée comme prise hors compétition et sans rapport avec la performance sportive.

#### Retour à la compétition puis libération (2021-2022)
En août 2021, après deux saisons, sans compétition, il signe un contrat de trois saisons, avec la formation tunisienne de l'ES Sahel.
Il est libéré, par l'ESS, à la fin de la saison 2021-2022.

#### Retour à la JS Kabylie puis libération (2022-2023)
Sans parvenir à s’imposer en Tunisie, il revient à la JS Kabylie, en juin 2022, pour deux saisons.
À son troisième match de la saison, le 12 novembre 2022, lors de la 11e journée du championnat d'Algérie 2022-2023, dans une défaite de 2 à 1 de la JSK, il inscrit un but magistral, à la 18e minute de jeu, face à la JS Saoura, au Stade du 1er-novembre-1954, à Tizi Ouzou.
Il est libéré, par la JS Kabylie, en juillet 2023.

#### Signature en Ligue 2 algérienne puis libération (2023-2024)
En septembre 2023, il signe, en Ligue 2 amateur, avec le SKAF Khemis Miliana. 
En février 2024, il est libéré, par le club.

#### Signature en D4 algérienne avec la JS Tixeraïne et une accession en poche (2024)
Après son départ du SKAF Khemis Miliana, il signe en D4 algérienne, avec la JS Tixeraïne.
Avec la JST, il accède en D3 algérienne, après avoir remporté le championnat d'Algérie de quatrième division saison 2023-2024, dans le groupe Alger.
Il quitte le club, après avoir contribué à son accession.

#### Signature en D3 algérienne avec la JS Azazga puis départ (2024-2025)
En septembre 2024, il signe, avec la JS Azazga, en troisième division algérienne.
Il quitte la JSA, à la fin de la saison 2024-2025.

## Vie personnelle
Né à Tixeraïne dans la wilaya d'Alger, Lyes Benyoucef est originaire de la Kabylie.

## Palmarès

### En clubs
| Paradou AC (1)                    | JS Kabylie                                                                | JS Tixeraïne (1)                                 |
| --------------------------------- | ------------------------------------------------------------------------- | ------------------------------------------------ |
| - Ligue 2 (1) : - Champion : 2017 | - Ligue 1 : - Vice-champion : 2019 - Coupe d'Algérie : - Finaliste : 2018 | - Ligue 4 (1) : - Champion : 2024 (groupe Alger) |